# Рапов, Олег Михайлович
Олег Миха́йлович Ра́пов (2 апреля 1939, Рыбинск — 13 мая 2002, Москва) — советский и российский историк. Доктор исторических наук, профессор. Действительный член Российской академии естественных наук (1996). Сын писателя Михаила Александровича Рапова.

## Биография
После окончания средней школы (1956) два года работал научным сотрудником в Рыбинском историко-художественном музее.
В 1963 году окончил Исторический факультет МГУ, работал в Рыбинске учителем истории. В 1964—1967 годах обучался в аспирантуре кафедры истории СССР периода феодализма МГУ под руководством академика Б. А. Рыбакова, затем работал там же. Защитил кандидатскую диссертацию в двух томах «Феодальное землевладение в домонгольской Руси» (1970). В 1972—1973 годах проходил стажировку в Ягеллонском университете, в 1988 году читал специальный курс «Спорные вопросы крещения Руси» в Софийском университете. Доктор исторических наук (1990, диссертация «Русская церковь в IX — первой трети XII вв. Принятие христианства»; официальные оппоненты В. И. Буганов, М. Б. Свердлов, В. А. Фёдоров); с 1992 года — профессор кафедры истории России до XIX века исторического факультета.
Член Русского исторического общества (РИО) и Всероссийской ассоциации медиевистов и историков раннего Нового времени, член-корреспондент Международной славянской академии. Посмертно награждён медалью премии памяти Б. А. Рыбакова за «творческий вклад в деятельность РИО».
Дочь Злата (род. 1968) — поэтесса, публицист.

## Научная деятельность
Область научных исследований: политическая и социально-экономическая история Руси IX—XIII веков.
Автор более 70 научных публикаций. Придерживался антинорманизма — южнобалтийской гипотезы, во многих работах критиковал норманскую теорию происхождения варягов и Рюрика.

## Основные публикации

### Монографии
- Рапов О. М. Княжеские владения на Руси в X — первой половине XIII в. / Под ред. акад. Б. А. Рыбакова; Рецензенты: д-р ист. наук А. Д. Горский, д-р ист. наук П. П. Епифанов. — М.: Московский государственный университет, 1977. — 264 с. — 3450 экз. (в пер.)
- Рапов О. М. Кто срубил град Москву на Боровицком холме?. — М.: Русское слово, 1997. — 31 с. — 5000 экз. (в пер.)
- Рапов О. М. Русская церковь в IX — первой трети XII в.: Принятие христианства / О. М. Рапов. — М.: Высшая школа, 1988. — 416 с. — 55 000 экз. — ISBN 5-06-001181-X. (в пер.)
- Рапов О. М. Русская церковь в IX — первой трети XII в.: Принятие христианства / О. М. Рапов. — Изд. 2-е, исправленное и дополненное. — М.: Русская панорама, 1998. — 444 с. — (Страницы российской истории). — 1000 экз. — ISBN 5-93165-004-0.

### Учебные пособия
- Арапов Д. Ю., Новосельцев А. П., Рапов О. М. Материалы по истории СССР для семинарских и практических занятий. — М.: Высшая школа, 1985. — Вып. 1. Древнейшие народы и государства на территории СССР. — 303 с.

### Словари
- Вдовина Л. Н., Рапов О. М., Терещенко Ю. Я. и др. История России в лицах с древности до наших дней: Биографический словарь. — М.: Русское слово, 1997. — 542 с.
- Рапов О. М. и др. Большая Советская Энциклопедия / Изд. 3-е. — М.: Советская энциклопедия, 1974—1975. — Т. 15—20 (Статьи: Мал, Молога, Мстислав Владимирович Великий, Мстислав Владимирович Храбрый, Мстислав Мстиславич Удалой, Огнищанин, Олег Вещий, Олег Святославич, Ольга, Остромир, Отрок, Пересвет, Печенеги, Поляне, Половцы, Полюдье).

### Статьи
- Борисов Н. С., Горский А. Д., Рапов О. М. Профессору Московского университета Борису Александровичу Рыбакову — 80 лет // Вестник Московского университета. Серия 8. История. — 1988. — № 4. — С. 93.
- Борисов Н. С., Рапов О. М. К 90-летию Бориса Александровича Рыбакова // Вестник Московского университета. Серия 8. История. — 1998. — № 3. — С. 3—7.
- Рапов О. М. Была ли «вервь» Русской Правды патронимией // Советская этнография. — 1969. — № 3. — С. 106—117.
- Рапов О. М. Были ли норманистами создатели «Повести временных лет» // Сборник Русского исторического общества. — М.: Русская панорама, 1999. — Т. 1 (149). — С. 110—119.
- Рапов О. М. Василий Никитич Татищев (1686—1750) // Сборник Русского исторического общества. — М.: Русская панорама, 2000. — Т. 3 (151). — С. 199—200.
- Рапов О. М. В каком столетии и тысячелетии мы живем? (Когда родился Иисус Христос?) // Сборник Русского исторического общества. — М.: Русская панорама, 2000. — Т. 3 (151). — С. 252—259.
- Рапов О. М. До питання про хрещення жителів Новгорода // Український історичний журнал. — 1987. — № 9. — С. 91—96.
- Рапов О. М. Ещё раз о датировке взятия Корсуня князем Владимиром // Византийский временник. — 1988. — Т. 49 (74). — С. 190—194.
- Рапов О. М. Знаки Рюриковичей и символ сокола // Советская археология. — 1968. — № 3. — С. 62—69. (переизд.: Сборник Русского исторического общества. — М.: Русская панорама, 2003. — Т. 8 (156). — С. 128—135.)
- Рапов О. М. К вопросу о боярском землевладении на Руси в XII—XIII вв. // Польша и Русь. — М.: Наука, 1974. — С. 190—207.
- Рапов О. М. К вопросу о земельной ренте в Древней Руси в домонгольский период // Вестник Московского университета. Серия 8. История. — 1968. — № 1. — С. 52—65.
- Рапов О. М. Когда родился Великий Киевский князь Святослав Игоревич // Вестник Московского университета. Серия 8. История. — 1993. — № 4. — С. 52—60.
- Рапов О. М. Кто создал русскую азбуку? // Родина. — 1994. — № 9. — С. 26—33.
- Рапов О. М. Владимир Иванович Лебедев — профессор Московского университета: (К 100-летию со дня рождения) // Вестник Московского университета. Серия 8. История. — 1995. — № 5. — С. 43—46.
- Рапов О. М. Москва родилась в понедельник: Кто и когда основал столицу? // Родина. — 1997. — № 8. — С. 30—35.
- Рапов О. М. Обвиняются в убийстве? // Родина. — 1994. — № 5. — С. 69.
- Рапов О. М. О времени и обстоятельствах крещения населения Новгорода Великого // Вестник Московского университета. Серия 8. История. — 1988. — № 3. — С. 51—65.
- Рапов О. М. О дате принятия христианства князем Владимиром и киевлянами // Вопросы истории. — 1984. — № 6. — С. 34—47.
- Рапов О. М. О датировке народных восстаний на Руси XI в. в Повести временных лет // История СССР. — 1979. — № 2. — С. 137—150.
- Рапов О. М. О некоторых причинах крещения Руси // Вестник Московского университета. Серия 8. История. — 1976. — № 4. — С. 55—70.
- Рапов О. М. Официальное крещение Руси в конце X в. // Введение христианства на Руси. — М.: Мысль, 1987. — С. 92—123.
- Рапов О. М. «Полюбя же вельми место то, заложил град» (К вопросу о времени основания Москвы) // Вестник Московского университета. Серия 8. История. — 1997. — № 5. — С. 3—18.
- Рапов О. М. Русские города и монгольское нашествие // Куликовская битва в истории и культуре нашей Родины. — М.: Издательство Московского университета, 1983. — С. 77—89.
- Рапов О. М. Рыбаков Борис Александрович (к 60-летию со дня рождения) // Вестник Московского университета. Серия 8. История. — 1968. — № 4. — С. 90.
- Рапов О. М., Ткаченко Н. Г. Документы о взаимоотношениях папской курии с великим киевским князем Изяславом Ярославичем и польским князем Болеславом III Смелым в 1075 г. // Вестник Московского университета. Серия 8. История. — 1975. — № 5. — С. 83—91.
- Рапов О. М., Ткаченко Н. Г. Русские известия Титмара Мерзебургского [X-XI вв.] // // Вестник Московского университета. Серия 8. История. — 1980. — № 3. — С. 57—67.
- Rapow O. M. O przyczynach przyjecia chrześcijaństwa przez Ruś // Euhemer. — 1979. — № 3. — S. 25—37.